# Kipande

Un kipande dans sa boîte de laiton et sa chaîne.

Le kipande est un document d'identité dont le port est rendu obligatoire en 1920 dans le Kenya colonial pour tous les Noirs masculins âgés de 15 ans ou plus. Enserré dans une boîte métallique portée par une chaîne autour du cou, il contenait non seulement des données d'identification (nom, ethnie, date de naissance, empreintes digitales, etc.) mais servait aussi de livret circulation et de livret de travail, enregistrant les emplois, noms des patrons et salaires prévus. Outil de contrôle des populations, il est contesté. Le port d'un document analogue est élargi aux domestiques, femmes et hommes, en 1927. Ces documents sont abolis en 1946, pour être remplacés par un enregistrement des empreintes digitales de chaque membre de la population, au grand dam des colons.

## Date de création
La majorité des sources mentionnent comme date de port obligatoire la Natives Registration Ordinance (Ordonnance d'enregistrement des natif) de 1920 ; toutefois certains font remonter son existence préalablement à l'établissement de la colonie kenyane, à 1915 et son port obligatoire à une ordonnance de 1919,,, voire de 1915. Ce port est obligatoire pour tout homme africain souhaitant sortir de la réserve à laquelle ils a été assigné. En 1927, cette obligation est étendue à tous les domestiques, et concerne alors aussi les femmes. Le document, qui n'est dans ce cas pas porté en sautoir prend alors l'appellation populaire de « livre rouge ».

## Outil de contrôle de la population africaine
Perçu comme une simple pièce d'identité par les colons, son port obligatoire renvoie au contraire à l'esclavage dans l'imaginaire africain de ceux tenus de le porter sous peine de sanctions voire d'incarcération. La mention des contrats de travail empêche de les rompre par anticipation en cas de désaccord avec l'employeur, et celle des salaires est utilisée pour maintenir ceux-ci au plus bas, la règle tacite suivie par les colons étant de ne pas accorder un salaire plus élevé que le précédent.
Les copies de toutes ces données sont centralisées à Nairobi, avec un système de codification des empreintes digitales très perfectionné, permettant de retrouver l'identité d'un homme en quelques minutes à partir de ces seules empreintes.

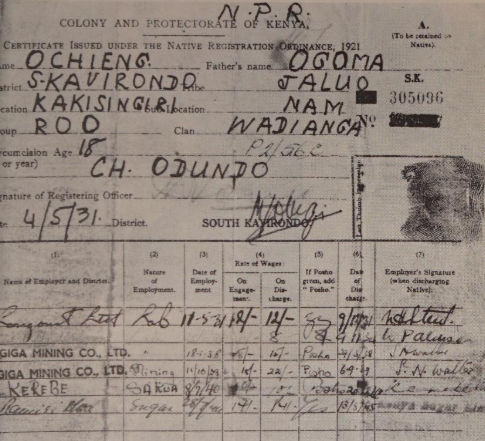
Les différentes rubriques du Kipande.

Initialement, le certificat contenait une case destiné à recevoir les commentaires de l'employeur, qui fut rapidement supprimée. Toutefois, certains employeurs, souhaitant dissuader d'autres colons d'employer les personnes dont le travail ou l'attitude ne leur convenait pas, eurent l'idée d'utiliser de l'encre rouge pour la signature de libération exigée quand un contrat prenait fin. Le gouvernement colonial fut obligé de modifier en 1925 l'ordonnance sur l'enregistrement des autochtones pour empêcher cette pratique.

## Contestations
Le kipande a été combattu très tôt, et par exemple en 1921 par la Young Kikuyu Association de Harry Thuku. Le gouvernement colonial présentait ces vipande (pluriel de kipande) comme des outils permettant de faciliter la libre circulation et l'emploi des Africains, dans un contexte de pénurie de main-d'œuvre. Mais selon Koinange wa Mbiyu un chef mandaté par l'ensemble des représentants africains lors d'une audition en Comission spéciale mixte sur le rapprochement de l'Afrique de l'Est en 1931, « le certificat d'enregistrement ne confère aucun avantage aux autochtones. … Nous le considérons comme un signe d'esclavage ». Les Kikuyu l'appelaient d'ailleurs « mbugi », la clochette des chèvres. De leur côté, les Britanniques les plus progressistes découvrant le système s'interrogent sur la conformité du dispositif avec les règles édictées dans le Livre blanc du Devonshire de 1923, qui avait affirmé rhétoriquement la primauté des intérêts africains. Le gouvernement colonial se défend alors de toute motivation raciale, affirmant que le système n'est justifié que par l'analphabétisme généralisé des Africains et leur propension à changer régulièrement de nom. Il met en avant le système d'exemption — qui selon le témoignage de Harry Thuku dans son autobiographie, permet de s'extraire de la catégories des "natifs" et accorde entre autre le droit d'acheter des terrains en dehors des réserves — mais le faible nombre d'exemptions accordées cette année-là, quatre, ne suffit pas à convaincre les membres de la Commission. En métropole, dans The Times, un éditorialiste, archidiacre et opposant farouche au système colonial, explique en 1938 : « Notre système de laissez-passer, représenté au Kenya par le « kipandi », a envoyé environ 50 000 Africains en prison ou à d'autres peines depuis son instauration il y a environ 18 ans. Il est toujours en vigueur et, en vertu de ce système, environ 3 000 personnes sont condamnées chaque année. »
Outre ces contestations morales, le kipande, coûteux à entretenir, perd rapidement, à partir des années 1930, de son efficacité. Certains Africains et employeurs colons s'en affranchissent, les premiers pour gagner en liberté, les seconds pour s'éviter des contraintes. Après un dernière réforme en 1937 pour lutter contre les pires abus, le système est aboli en 1947. Il est remplacé par un enregistrement universel des empreintes digitales, et les livrets de travail et pièces d'identité sont disjoints, sans pour autant que soient remis en cause les fondements racialistes ayant abouti à la création du système. Deux ans plus tard, quand il s'agit de mettre en application le décret, de nombreuses voix s'élèvent chez les colons, et dans une mesure moindre dans la vaste communauté indienne, pour fustiger une mesure perçue comme humiliante pour les Blancs. 